# سانت استبه سسربیرس
سانت استبه سسربیرس (به اسپانیایی: Sant Esteve Sesrovires) یک شهرستان در اسپانیا است که در استان بارسلون واقع شده‌است.

## خصوصیات
سانت استبه سسربیرس ۱۸٫۴۷ کیلومترمربع مساحت و ۷٬۲۰۲ نفر جمعیت دارد و ۱۸۳ متر بالاتر از سطح دریا واقع شده‌است.